# Boucé, Allier
 Boucé, Allier  là một xã ở tỉnh Allier thuộc miền trung nước Pháp.